# Weltmeisterschaften im Gewichtheben 2013
Die Weltmeisterschaften im Gewichtheben fanden vom 20. bis 27. Oktober in Breslau, Polen statt. Es waren 80. Weltmeisterschaften der Männer und gleichzeitig 23. der Frauen.

## Medaillengewinner

### Männer

#### Klasse bis 56 kg
| Disziplin | Disziplin | Gold          | Gold   | Silber        | Silber | Bronze         | Bronze |
| --------- | --------- | ------------- | ------ | ------------- | ------ | -------------- | ------ |
| -56 kg    | Zweikampf | Om Yun-chol   | 289 kg | Long Qingquan | 287 kg | Thạch Kim Tuấn | 283 kg |
| -56 kg    | Reißen    | Long Qingquan | 130 kg | Om Yun-chol   | 127 kg | Thạch Kim Tuấn | 126 kg |
| -56 kg    | Stoßen    | Om Yun-chol   | 162 kg | Long Qingquan | 157 kg | Thạch Kim Tuấn | 157 kg |

#### Klasse bis 62 kg
| Disziplin | Disziplin | Gold           | Gold   | Silber     | Silber | Bronze         | Bronze |
| --------- | --------- | -------------- | ------ | ---------- | ------ | -------------- | ------ |
| -62 kg    | Zweikampf | Chen Lijun     | 321 kg | Kim Un-guk | 320 kg | Óscar Figueroa | 316 kg |
| -62 kg    | Reißen    | Kim Un-guk     | 150 kg | Chen Lijun | 146 kg | Óscar Figueroa | 139 kg |
| -62 kg    | Stoßen    | Óscar Figueroa | 177 kg | Chen Lijun | 175 kg | Kim Un-guk     | 170 kg |

#### Klasse bis 69 kg
| Disziplin | Disziplin | Gold     | Gold   | Silber         | Silber | Bronze         | Bronze |
| --------- | --------- | -------- | ------ | -------------- | ------ | -------------- | ------ |
| -69 kg    | Zweikampf | Liao Hui | 358 kg | Oleg Tschen    | 340 kg | Kim Myong-hyok | 337 kg |
| -69 kg    | Reißen    | Liao Hui | 160 kg | Oleg Tschen    | 160 kg | Kim Myong-hyok | 152 kg |
| -69 kg    | Stoßen    | Liao Hui | 198 kg | Kim Myong-hyok | 185 kg | Liang Chenxi   | 183 kg |

#### Klasse bis 77 kg
| Disziplin | Disziplin | Gold       | Gold   | Silber         | Silber | Bronze            | Bronze |
| --------- | --------- | ---------- | ------ | -------------- | ------ | ----------------- | ------ |
| -77 kg    | Zweikampf | Lu Xiaojun | 380 kg | Kim Kwang-song | 359 kg | Ulugbek Alimow    | 355 kg |
| -77 kg    | Reißen    | Lu Xiaojun | 176 kg | Kim Kwang-song | 163 kg | Krzysztof Zwarycz | 161 kg |
| -77 kg    | Stoßen    | Lu Xiaojun | 204 kg | Ulugbek Alimow | 197 kg | Kim Kwang-song    | 196 kg |

#### Klasse bis 85 kg
| Disziplin | Disziplin | Gold           | Gold   | Silber        | Silber | Bronze            | Bronze |
| --------- | --------- | -------------- | ------ | ------------- | ------ | ----------------- | ------ |
| -85 kg    | Zweikampf | Apti Auchadow  | 387kg  | Ivan Markov   | 381kg  | Artjom Okulow     | 381 kg |
| -85 kg    | Reißen    | Andrej Rybakou | 179 kg | Ivan Markov   | 175 kg | Apti Auchadow     | 175 kg |
| -85 kg    | Stoßen    | Apti Auchadow  | 212 kg | Artjom Okulow | 209 kg | Yoelmis Hernández | 208 kg |

#### Klasse bis 94 kg
| Disziplin | Disziplin | Gold             | Gold   | Silber         | Silber | Bronze         | Bronze |
| --------- | --------- | ---------------- | ------ | -------------- | ------ | -------------- | ------ |
| -94 kg    | Zweikampf | Alexander Iwanow | 402 kg | Almas Uteschow | 397 kg | Wladimir Sedow | 396 kg |
| -94 kg    | Reißen    | Alexander Iwanow | 180 kg | Wladimir Sedow | 180 kg | Almas Uteschow | 175 kg |
| -94 kg    | Stoßen    | Alexander Iwanow | 222 kg | Almas Uteschow | 222 kg | Wladimir Sedow | 216 kg |

#### Klasse bis 105 kg
| Disziplin | Disziplin | Gold             | Gold   | Silber            | Silber | Bronze               | Bronze |
| --------- | --------- | ---------------- | ------ | ----------------- | ------ | -------------------- | ------ |
| -105 kg   | Zweikampf | Ruslan Nurudinow | 425 kg | Dawid Bedschanjan | 405 kg | Bartłomiej Bonk      | 404 kg |
| -105 kg   | Reißen    | Ruslan Nurudinow | 190 kg | Bartłomiej Bonk   | 188 kg | Aleh Loban           | 182 kg |
| -105 kg   | Stoßen    | Ruslan Nurudinow | 235 kg | Dawid Bedschanjan | 225 kg | Mohammad Reza Barari | 221 kg |

#### Klasse über 105 kg
| Disziplin | Disziplin | Gold            | Gold   | Silber          | Silber | Bronze           | Bronze |
| --------- | --------- | --------------- | ------ | --------------- | ------ | ---------------- | ------ |
| -+105 kg  | Zweikampf | Ruslan Albegow  | 464 kg | Bahador Moulaei | 458 kg | Alexej Lowtschew | 430 kg |
| -+105 kg  | Reißen    | Ruslan Albegow  | 209 kg | Bahador Moulaei | 203 kg | Alexej Lowtschew | 200 kg |
| -+105 kg  | Stoßen    | Bahador Moulaei | 255 kg | Ruslan Albegow  | 255 kg | Artem Udachyn    | 232 kg |

### Frauen

#### Klasse bis 48 kg
| Disziplin | Disziplin | Gold      | Gold   | Silber         | Silber | Bronze            | Bronze |
| --------- | --------- | --------- | ------ | -------------- | ------ | ----------------- | ------ |
| -48 kg    | Zweikampf | Tan Yayun | 199 kg | Ryang Chun-hwa | 186 kg | Do Thi Thu Hoai   | 176 kg |
| -48 kg    | Reißen    | Tan Yayun | 84 kg  | Ryang Chun-hwa | 81 kg  | Marzena Karpińska | 78 kg  |
| -48 kg    | Stoßen    | Tan Yayun | 115 kg | Ryang Chun-hwa | 105 kg | Do Thi Thu Hoai   | 98 kg  |

#### Klasse bis 53 kg
| Disziplin | Disziplin | Gold     | Gold   | Silber          | Silber | Bronze          | Bronze |
| --------- | --------- | -------- | ------ | --------------- | ------ | --------------- | ------ |
| -53 kg    | Zweikampf | Li Yajun | 221 kg | Sopita Tanasan  | 203 kg | Kittima Sutanan | 200 kg |
| -53 kg    | Reißen    | Li Yajun | 100 kg | Sopita Tanasan  | 91 kg  | Julija Paratowa | 90 kg  |
| -53 kg    | Stoßen    | Li Yajun | 121 kg | Kittima Sutanan | 114 kg | Sopita Tanasan  | 112 kg |

#### Klasse bis 58 kg
| Disziplin | Disziplin | Gold           | Gold   | Silber            | Silber | Bronze            | Bronze |
| --------- | --------- | -------------- | ------ | ----------------- | ------ | ----------------- | ------ |
| -58 kg    | Zweikampf | Kuo Hsing-chun | 241 kg | Alexandra Escobar | 225 kg | Elena Schadrina   | 218 kg |
| -58 kg    | Reißen    | Deng Wei       | 108 kg | Kuo Hsing-chun    | 108 kg | Alexandra Escobar | 103 kg |
| -58 kg    | Stoßen    | Kuo Hsing-chun | 133 kg | Alexandra Escobar | 122 kg | Elena Schadrina   | 122 kg |

#### Klasse bis 63 kg
| Disziplin | Disziplin | Gold          | Gold   | Silber       | Silber | Bronze        | Bronze |
| --------- | --------- | ------------- | ------ | ------------ | ------ | ------------- | ------ |
| -63 kg    | Zweikampf | Tima Turijewa | 252 kg | Jo Pok-hyang | 249 kg | Deng Mengrong | 244 kg |
| -63 kg    | Reißen    | Tima Turijewa | 112 kg | Jo Pok-hyang | 109 kg | Deng Mengrong | 108 kg |
| -63 kg    | Stoßen    | Tima Turijewa | 140 kg | Jo Pok-hyang | 140 kg | Deng Mengrong | 136 kg |

#### Klasse bis 69 kg
| Disziplin | Disziplin | Gold         | Gold   | Silber          | Silber | Bronze          | Bronze |
| --------- | --------- | ------------ | ------ | --------------- | ------ | --------------- | ------ |
| -69 kg    | Zweikampf | Xiang Yanmei | 271 kg | Ryo Un-hui      | 262 kg | Dsina Sasanawez | 259 kg |
| -69 kg    | Reißen    | Xiang Yanmei | 123 kg | Ryo Un-hui      | 119 kg | Oksana Sliwenko | 118 kg |
| -69 kg    | Stoßen    | Xiang Yanmei | 148 kg | Dsina Sasanawez | 143 kg | Ryo Un-hui      | 143 kg |

#### Klasse bis 75 kg
| Disziplin | Disziplin | Gold                   | Gold   | Silber         | Silber | Bronze                 | Bronze |
| --------- | --------- | ---------------------- | ------ | -------------- | ------ | ---------------------- | ------ |
| -75 kg    | Zweikampf | Nadeschda Jewstjuchina | 277 kg | Kang Yue       | 276 kg | Lidia Valentín         | 260 kg |
| -75 kg    | Reißen    | Kang Yue               | 126 kg | Lidia Valentín | 122 kg | Nadeschda Jewstjuchina | 120 kg |
| -75 kg    | Stoßen    | Nadeschda Jewstjuchina | 157 kg | Kang Yue       | 150 kg | Lidia Valentín         | 138 kg |

#### Klasse über 75 kg
| Disziplin | Disziplin | Gold               | Gold   | Silber             | Silber | Bronze                 | Bronze |
| --------- | --------- | ------------------ | ------ | ------------------ | ------ | ---------------------- | ------ |
| -+75 kg   | Zweikampf | Tatjana Kaschirina | 332 kg | Zhou Lulu          | 328 kg | Chitchanok Pulsabsakul | 291 kg |
| -+75 kg   | Reißen    | Zhou Lulu          | 146 kg | Tatjana Kaschirina | 142 kg | Chitchanok Pulsabsakul | 131 kg |
| -+75 kg   | Stoßen    | Tatjana Kaschirina | 190 kg | Zhou Lulu          | 182 kg | Chitchanok Pulsabsakul | 160 kg |

## Medaillenspiegel

### Zweikampfmedaillen
| Rang  | Land                | Gold | Silber | Bronze | Gesamt |
| ----- | ------------------- | ---- | ------ | ------ | ------ |
| 1     | Russland            | 6    | 3      | 3      | 12     |
| 2     | Volksrepublik China | 6    | 2      | 2      | 10     |
| 3     | Nordkorea           | 1    | 5      | 0      | 6      |
| 4     | Usbekistan          | 1    | 0      | 1      | 2      |
| 5     | Chinesisch Taipeh   | 1    | 0      | 0      | 1      |
| 6     | Aserbaidschan       | 0    | 1      | 1      | 2      |
| 6     | Kasachstan          | 0    | 1      | 1      | 2      |
| 8     | Bulgarien           | 0    | 1      | 0      | 1      |
| 8     | Iran                | 0    | 1      | 0      | 1      |
| 8     | Ecuador             | 0    | 1      | 0      | 1      |
| 11    | Belarus             | 0    | 0      | 2      | 2      |
| 12    | Kolumbien           | 0    | 0      | 1      | 1      |
| 12    | Mexiko              | 0    | 0      | 1      | 1      |
| 12    | Thailand            | 0    | 0      | 1      | 1      |
| 12    | Polen               | 0    | 0      | 1      | 1      |
| 12    | Vietnam             | 0    | 0      | 1      | 1      |
| Total | Total               | 15   | 15     | 15     | 45     |

## Doping
Die Aserbaidschaner Valentin Xristov (4. Platz 62 kg) und Firidun Gulijew (3. Platz 69 kg), der Belarusse Aleksandr Makarenko (4. Platz 94 kg) und der Kirgise Sergei Dolgalev (+105 kg) sowie die Mexikanerin Carolina Valencia (3. Platz 48 kg), die Aserbaidschanerin Cristina Iovu (2. Platz 53 kg), die Mongolin Namkhaidorjiin Bayarmaa (63 kg), die Russin Olga Subowa (1. Platz 75 kg) und die Aserbaidschanerin Jekaterina Schkuratowa (3. Platz +75 kg) wurden wegen Dopingverstößen nachträglich disqualifiziert.